# Semiothisa strigularia
Semiothisa strigularia är en fjärilsart som beskrevs av Walker 1862. Semiothisa strigularia ingår i släktet Semiothisa och familjen mätare. Inga underarter finns listade i Catalogue of Life.